# Henriette Nielsen
Birgitte Dorothea Henriette Nielsen (født 23. januar 1815 på Strandgården, Vester Thorup, død 17. januar 1900 i København) var en dansk forfatter og dramatiker. Forfatterskabet har ikke sat sig varige spor i den danske teater- og litteraturhistorie, men Henriette Nielsen er i dag anerkendt som en af de første danske fortalere for kvindens frigørelse.

## Liv
Hun var datter af strandfoged, købmand og forligskommissær Niels Christian Nielsen (1777-1843) og hustru Maren født Brøndorff (1784-1866).
Hun var ugift og er begravet på Assistens Kirkegård.